# Litoria booroolongensis
Litoria booroolongensis (rana de Booroolong) es una especie de anfibio anuro del género Litoria, de la familia Pelodryadidae. 

## Distribución geográfica
Es originaria de Nueva Gales del Sur y Victoria, en Australia.
Los adultos miden 5 cm de largo.  Su piel puede ser marró o verde o gris con manchas negras.  Sus vientres son blancos. Viven en arroyos 200 a 1000 metros sobre el nivel del mar.  Ponen sus huevos en grietas en piedras.  Los renacuajos crecen en corrientes de flujo lento.
Esta rana está en peligro crítico debido a la fragmentación del hábitat, porque los sauces están obstruyendo los arroyos y porque las especies de peces invasores se están comiendo los renacuajos.